# 39 km (obwód smoleński)
39 km (ros. 39 км) – przystanek kolejowy w pobliżu miejscowości Karpowo, w rejonie tiomkińskim, w obwodzie smoleńskim, w Rosji. Położony jest na linii Wiaźma – Kaługa.